# Cratere Sharonov (Marte)
Sharonov è un cratere sulla superficie di Marte.
Il cratere è dedicato all'astronomo sovietico Vsevolod Vasilievič Šaronov.